# گمینا پینگنژنو
گمینا پینگنژنو (به لهستانی:  Gmina Pieniężno) یک گمینا در لهستان است که در شهرستان برانگوو واقع شده‌است. گمینا پینگنژنو ۲۴۱٫۴۳ کیلومتر مربع مساحت و ۶٬۷۸۹ نفر جمعیت دارد.